# Ulf Göpfert
Ulf Göpfert  (* 16. Juli 1943 in Dresden) ist ein deutscher Maler und Grafiker.

## Leben
Göpfert wurde 1943 als Sohn des namhaften Dresdner Architekturprofessors Rolf Göpfert geboren. Von 1960 bis 1963 absolvierte er eine Tischlerlehre mit Abitur. Nebenbei nahm er Privatunterricht in Malerei und Komposition. Zwischen 1963 und 1972 arbeitete er als Möbelrestaurator in den Schlössern und Kunstsammlungen von Weimar, Dresden und Potsdam-Sanssouci insbesondere an der Restaurierung barocker Möbel. Die Begegnung mit der Pop Art in der Leipziger Ausstellung 1983 war für ihn der Anlass, seine malerische Tätigkeit wieder aufzunehmen. Von 1973 bis 1990 arbeitete er freischaffend als Möbelrestaurator in Dresden und war Mitglied des Verbandes bildender Künstler der DDR. Ab 1986 wurden seine Werke in ersten Ausstellungen der Öffentlichkeit zugänglich macht.
Nach der deutschen Wiedervereinigung war Göpfert zwischen 1990 und 1994 als Dezernent (heutige Bezeichnung: Beigeordneter) für Kultur und Tourismus der Landeshauptstadt Dresden tätig. Er war 1990 Mitglied der Deutschen Forumpartei. Seit 1994 arbeitete er als freischaffender Maler in Dresden.